# Tim Raketa
Tim Raketa (ロケット団, Roketto Dan) međunarodna je organizacija u Pokémon svijetu koja se bavi krađom Pokémona. Vođa Tima Raketa je Giovanni, koji je i Vođa dvorane grada Viridiana. On se pojavljuje u animiranoj seriji i u Pokémon videoigrama.

## Članovi
Članovi Tima Raketa koji se najčešće pojavljuju u Pokémon animiranoj seriji jesu Jessie, James i Meowth, pojavljujući se u skoro svakoj epizodi. Cilj im je ukrasti što više Pokemona za šefa, Giovannia. Najveća meta im je Pikachu. Ovi se članovi (Jessie, James i Meowth) pojavljuju samo u jednoj od Pokémon vidoigara. Ta je videoigra Pokémon Yellow.
Uz njih, tu su Butch i Cassidy. Oni se pojavljuju u animiranoj seriji, no mnogo rjeđe nego Jessie, James i Meowth, čiji su suparnici. Nose crna odijela, te imaju svoj motto.